# City Of The Sun

City Of The Sun — американське акустичне пост-рок-тріо з Нью-Йорка. Їх звучання охоплює кілька жанрів, таких як пост-рок, циганський джаз, фламенко та інді-рок.

## Історія
Сформований на Верхньому Іст-Сайді міста Нью-Йорк в 2011 році. City Of The Sun спочатку складався з гітариста Джона Піти і вокаліста, який покинув гурт незабаром після сформування. Гітарист Аві Сноу приєднався до гурту в 2012 році. Свій відомий фірмовий звук гурт створив виступавши вуличними музикантами на вулицях Нью-Йорка. Колектив надалі продовжує збиратися на імпровізованих громадських джем-сейшенах на громадських площах і станціях метро в Нью-Йорку до цього дня. Після того, як музиканти були помічені на одному зі своїх численних публічних виступах, гурт був запрошений виступити на TED конференції 2013 року і з тих пір також виступав на регіональних конференціях TEDx.
Перкусіоніст Зак Пара приєднався до гурту в 2013 році. В 2014 році вони випустили концертний EP під назвою "Live At The Factory". В 2014  колектив грав на багатьох аншлагових шоу, в таких знакових місцях Нью-Йорка, як Rockwood Music Hall, Mercury Lounge, та Gramercy. Колектив також відкритий для широкого кола різноманітних музичних виконавців, таких як панк-рок ікони Marky Ramone, Gregg Allman, єврейського реггі виконавця Matisyahu і блюграс квінтету Greensky Bluegrass.
У 2015 році гурт підписав контракт з Chesky Records, і випустив свій дебютний студійний альбом  "to the sun and all the cities in between" в березні 2016 року, який дебютував на 12 сходинці в Billboard Jazz чарті. Вони виступили в 2016 році на музичній конференції "SXSW"  в березні, а також на розігріві в Чарльза Бредлі в культовому "Beacon Theatre" в квітні.

## Діскографія
- Live at the Factory EP (2014)
- Time (Сингл) (2015)
- Jefferson St. Sessions EP (2015)
- to the sun and all the cities in between (2016)